# فینچینگفیلد
فینچینگفیلد (به انگلیسی: Finchingfield) یک روستا و محله مدنی در بریتانیا است که در Braintree واقع شده‌است. فینچینگفیلد ۱٬۴۷۱ نفر جمعیت دارد.